# Laura Valenti
Laura Valenti (Arezzo, 25 luglio 1984) è una modella italiana, incoronata Miss Universo Italia 2009 presso il Palazzo Congressi di Riccione da Claudia Ferraris, detentrice del titolo uscente. In seguito ha rappresentato l'Italia a Miss Universo 2009 il 23 agosto, presso l'Atlantis Paradise Island, a Nassau nelle Bahamas.
In passato è stata una ginnasta ritmica dal 1994 al 1997, ed una ballerina professionista, accettata presso la prestigiosa compagnia del Teatro alla Scala di Milano, dove aveva preso parte alle produzioni de Il lago dei cigni, Lo Schiaccianoci, Giselle, Carmen ed altri.
Come modella, ha lavorato per le campagne promozionali di Swarovski e di Coin.